# Snakadaktal
Snakadaktal — австралійський інді-поп гурт, сформований в 2009 році у Мельбурні. Проіснувавши всього чотири роки, розпався 16 травня 2014 року.

## Склад
- Фібі Кокберн ― вокал, синтезатор
- Шон Хіткліф ― вокал, гітара
- Джозеф Клоф ― гітара, синтезатор
- Джарра Маккарті-Сміт ― бас-гітара
- Барна Немет ― барабани

## Дискографія

### Студійні альбоми
| Рік  | Деталі | Найвища сходинка в чарті |
| Рік  | Деталі | AUS                      |
| ---- | --- | ------------------------ |
| 2013 | Sleep in the Water - Презентований: 2 Серпня 2013 - Лейбл: Liberation Music, I Oh You - Формати: CD, LP, digital download | 9                        |

### Інші альбоми
| Рік  | Деталі | Примітки                                  |
| ---- | --- | ----------------------------------------- |
| 2014 | Treasures (2010–2014) - Презентований: 17 травня 2014 - Лейбл: Liberation Music, I Oh You - Формати: CD, LP, digital download | Збірка демо-записів та невипущених треків |

### Мініальбоми (EP)
- Snakadaktal (25 Листопада 2011, I Oh You)
- The Sun II (3 Січня 2014, Liberation Music)